# Euphlyctis
Euphlyctis är ett släkte av groddjur. Euphlyctis ingår i familjen Dicroglossidae.
Arter enligt Catalogue of Life:
- Euphlyctis cyanophlyctis
- Euphlyctis ehrenbergii
- Euphlyctis ghoshi
- Euphlyctis hexadactylus